# Gerbillus somalicus
Gerbillus somalicus är en däggdjursart som först beskrevs av Thomas 1910.  Gerbillus somalicus ingår i släktet Gerbillus och familjen råttdjur. IUCN kategoriserar arten globalt som otillräckligt studerad. Inga underarter finns listade i Catalogue of Life.
Arten tillhör undersläktet Dipodillus som ibland godkänns som släkte.
Vuxna exemplar är 82 till 90 mm långa och har en 112 till 124 mm lång svans. Viktuppgifter saknas. Den mjuka och långa pälsen på ovansidan bildas av hår som är gråa nära roten, orangebrun vid det följande avsnittet och de har ibland en svart spets. Pälsfärgen på ryggen är därför sandbrun till orangebrun. Färgen blir ljusare fram mot sidorna och den övergår till den vita undersidan. Arten har en vit fläck bakom varje öga och dessutom är hakan, strupen, benen och fötterna vita. Svansen är främst täckt av korta borstar som är orangebruna på ovansidan och ljusare orange på undersidan. Vid svansens spets bildar svartbruna hår en tofs.
Denna gnagare förekommer i nordvästra Somalia och i Djibouti. Habitatet utgörs av öknar och av torra gräsmarker.